# Škrabadlo

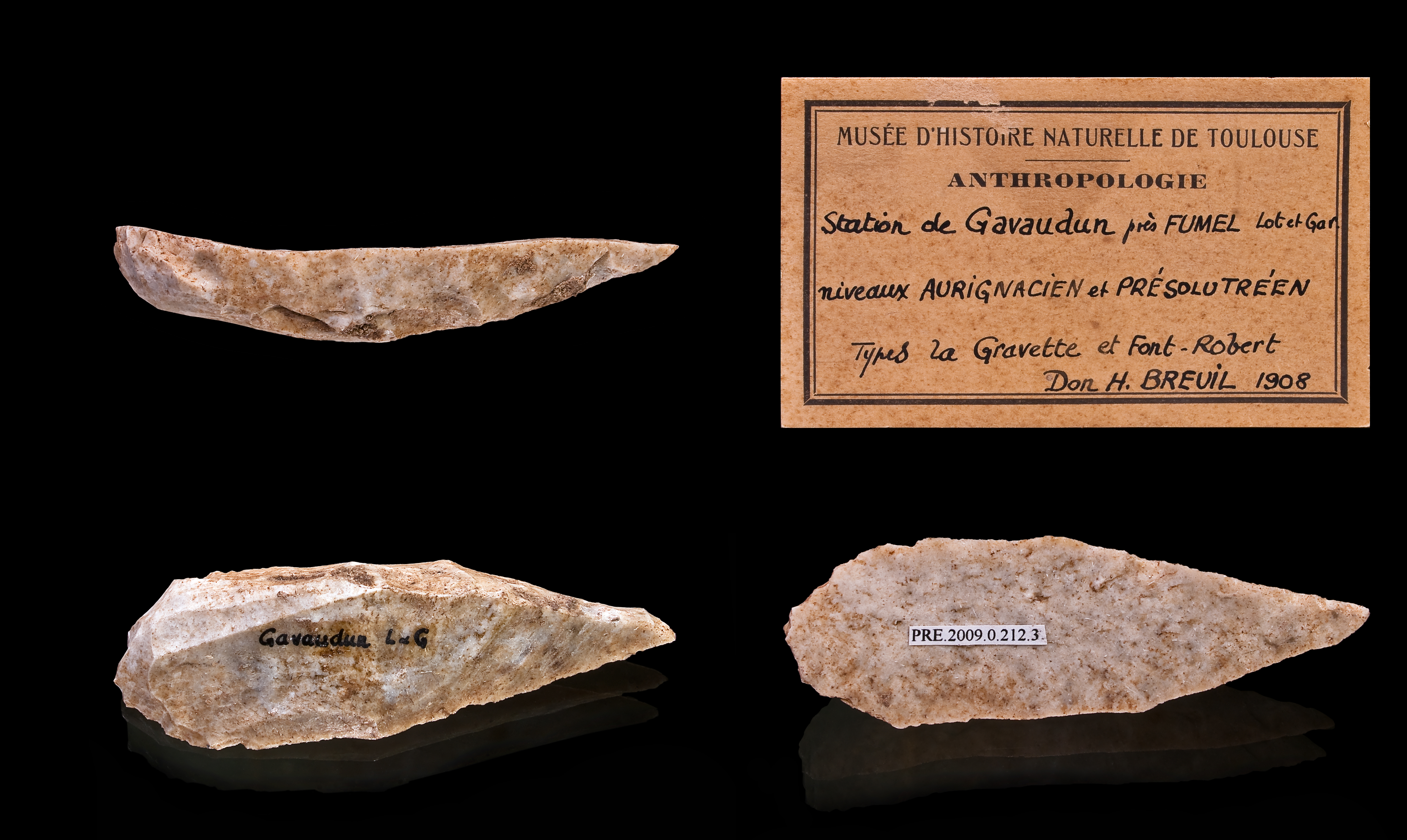
Škrabadlo z aurignacienu, Muséum de Tolouse

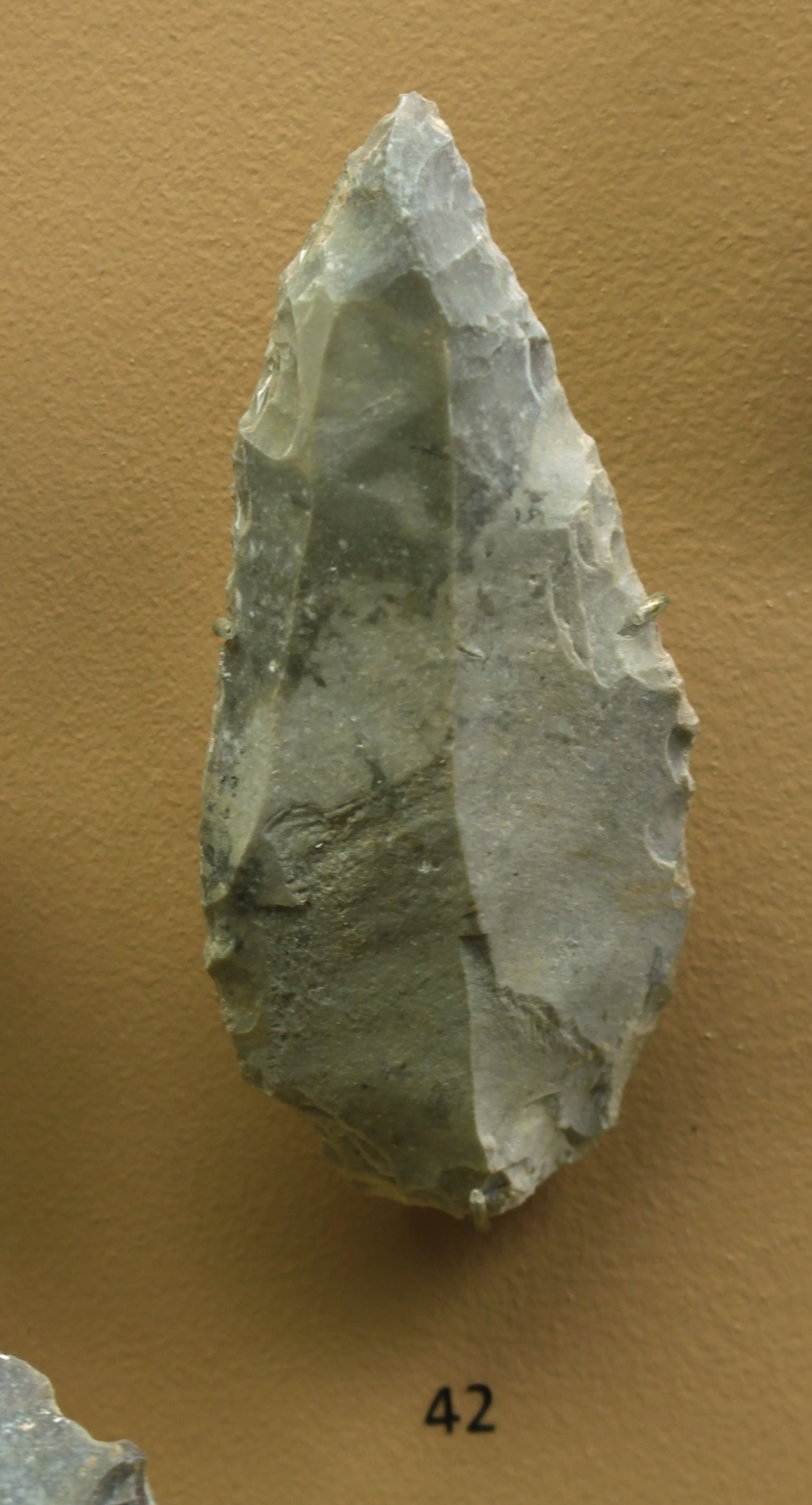
Škrabadlo z moustérienu

V pravěké archeologii termín škrabadlo označuje broušený kamenný nástroj (z křemene, obsidiánu, křemence apod.) získaný opracováním čepele nebo úštěpu. Škrabadlo je obvykle tvořeno vhodně tvarovaným kamenným úštěpem. Může být vyroben i z úlomku čepele nebo z kusu amorfního tvaru. Pracovní hrana bývá často obloukovitá, ale může mít i přímý, špičatý či jiný tvar v závislosti na jeho zamýšleném použití. Často se využívala i boční strana úštěpu. Typologicky je tedy škrabadlo charakterizováno konvexním ostřím, vytvořeným přímou úpravou na distální části úštěpu nebo čepele.
Obecně jsou škrabadla považovány za nástroje používané při práci s měkkými živočišnými materiály, používaly se zejména při zpracování kůží, ale také k opracování rohoviny, kostí či dřeva. Z kůží se jím seškrabávaly zbytky blán a tuku. Konečné určení funkce konkrétního kamenného nástroje je možné pouze s pomocí trasologických metod.
Škrabadla jsou velmi hojná v období mladého paleolitu, ale vyskytují se i ve starším období, zejména v moustérienu. Jejich používání přetrvalo velmi dlouho. Například ve Francii byly tři škrabadla objevena v merovejských hrobech.